# Eclipsa de Soare din 29 aprilie 2014

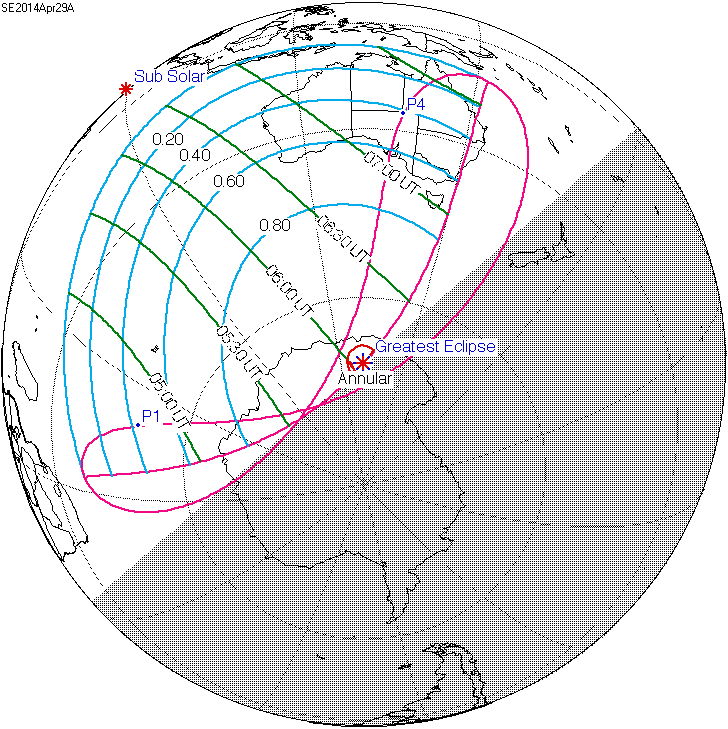
Harta generală a eclipsei din 29 aprilie 2014

O eclipsă inelară de Soare a avut loc la 29 aprilie 2014. Este cea de-a XI-a eclipsă inelară din secolul al XXI-lea.
S-a produs acum 10 ani, 302 zile.

## Parcurs

Traiectoria eclipsei din 29 aprilie 2014, pe Pământ.

A implicat doar Antarctica, între Wilkes Land   / Țara Wilkes și Victoria Land / Țara Victoria, până la longitudinile Australiei.
Eclipsa parțială s-a produs peste Oceanul Indian de Sud și peste întreaga Australie.